# Trogogonia abrupta
Trogogonia abrupta är en fjärilsart som beskrevs av Walker 1862. Trogogonia abrupta ingår i släktet Trogogonia och familjen nattflyn. Inga underarter finns listade i Catalogue of Life.